# Lusitanien (étage)
Stratigraphie
Neuvizien = Villersien Ptérocérien
Le Lusitanien est une ancienne époque géologique du Jurassique, aujourd'hui abandonnée ; elle regroupait l'Argovien, le Rauracien et le Séquanien qui correspondent à l'Oxfordien et au Kimméridgien inférieur actuels. Ce terme provient du mot Lusitania qui était le nom latin du Portugal.